# マイケル・ヘイデン
マイケル・ヴィンセント・ヘイデン （英語: Michael Vincent Hayden、1945年3月17日 - ）は、アメリカ合衆国の軍人。
ペンシルバニア州ピッツバーグ生まれ。デュケイン大学大学院歴史修士課程修了。1969年アメリカ空軍に入隊、諜報部門に所属し世界各地を回った。1989年-1991年国家安全保障会議 (NSC) スタッフ。1997年-1999年在韓米軍に勤務。1999年から2005年までアメリカ国家安全保障局（NSA）第15代長官を務め、アメリカ同時多発テロ事件後のNSAの令状無し盗聴を推し進めた。2005年2月に新設された国家情報副長官、2006年から2009年2月まで第2代中央情報局長官（CIA長官）を歴任した。アメリカ空軍大将。2016年アメリカ合衆国大統領選挙にジェブ・ブッシュが立候補した際はその軍事顧問を務めた。